# Christmas Humphreys
Travers Christmas Humphreys (* 15. Februar 1901 in London, England; † 13. April 1983) war ein englischer Rechtsanwalt, Richter, Theosoph, Autor und Buddhist. Er war einer der Gründer der Buddhist Society.

## Leben und Werk

### Kindheit, Schule, Ehe, Beruf
Humphreys wurde am 15. Februar 1901 in London  geboren. Der Vater Sir Travers Humphreys war Rechtsanwalt und Richter. Er besuchte das Malvern College in Malvern und Trinity Hall in Cambridge, Abschlüsse als Bachelor of Arts und 1922 Bachelor of Laws. 1927 heiratete er Aileen Faulkner, die mit ihm das Interesse an Theosophie und Buddhismus teilte. Es ist unklar, ob er Kinder hatte.
1924 erhielt er die Zulassung als Rechtsanwalt im Inner Temple und übte diesen Beruf in Folge aus. 1934 folgte die Berufung an den Zentralen Strafgerichtshof als Junior Treasury Counsel. Von 1962 bis zu seiner Pensionierung arbeitete er dort als Commissioner. Daneben betätigte er sich auch als Friedensrichter. Für seine Verdienste wurde ihm der Titel des Kronanwalts (QC) verliehen.

### Als Theosoph und Buddhist
Bereits 1918, im Alter von 17 Jahren, konvertierte er zum Buddhismus. Nachdem er Helena Blavatskys Werk Die Geheimlehre gelesen hatte, sah er darin viele Parallelen zum Buddhismus und trat 1920 in Cambridge der dortigen Loge der Theosophischen Gesellschaft Adyar (Adyar-TG) bei. Wenig später wurde er Präsident der Loge. Im selben Jahr lernte er seine spätere Frau Aileen Faulkner kennen, welche mit ihm die Neigung zu Theosophie und Buddhismus teilte. Mit einigen gleichgesinnten rief er mit Faulkner im April 1923 eine Studiengruppe innerhalb der Cambridge-Loge ins Leben – zur gemeinsamen Vertiefung in diese Thematik. Am 19. November 1924 wurde daraus eine eigene theosophische Loge, die offizielle Buddhist Lodge of the Theosophical Society (Buddhistische Loge der Theosophischen Gesellschaft) mit Sitz in London und Humphreys als Präsidenten. Später nannte sich diese Organisation Buddhist Society. [1], [2], [4]
Schon bald kam es zu Differenzen mit anderen Theosophen wegen seiner vorrangigen Ausrichtung auf den Buddhismus und dadurch Vernachlässigung anderer theosophischer Themen wie auch seiner Ablehnung des Order of the Star in the East. 1926 trat er deshalb aus der Adyar-TG aus, ebenso spaltete sich seine Buddhist Lodge von den Theosophen ab und wurde unabhängig. 1943 änderte sich der Name der Gesellschaft auf Buddhist Society, Humphreys blieb bis zu seinem Tod 1983 Präsident. [2]
Trotz seines Ausscheidens aus der Adyar-TG blieb er der Theosophie bis an sein Lebensende verbunden und diese prägte auch seinen, manchmal kritisierten, Zugang zum Buddhismus. John Snelling bemerkte dazu in seinem Buddhist Handbook: „Humphreys himself was a product of Theosophy and his Buddhism was one with a distinctive Blavatskian slant.“ [5] (Humphreys selbst war ein Erzeugnis der Theosophie und sein Buddhismus hatte einen ausgeprägten Blavatsky-Einschlag). Die meisten seiner Werke, auch und vor allem jene über den Buddhismus, wiesen einen theosophischen Einschlag auf. In seinem bekanntesten Werk Buddhism, das in 15 Sprachen übersetzt wurde und eine Auflage von über einer Million erreichte, verwendete er durchgehend eine Reihe von theosophischen Begriffen. In seinem Buch Karma und Reinkarnation waren 20 von 49 Fußnoten theosophischen Ursprungs. [3]
Eine Lebenslange Freundschaft verband ihn mit Alan Watts, der eine Zeit lang als Herausgeber  der Buddhist-Lodge-Zeitschrift Buddhism in England fungierte. Ebenso mit Daisetz Teitaro Suzuki, den er 1936 beim Weltparlament der Religionen in London kennengelernt hatte. [2], [4] Eng war er auch mit Jack Austin verbunden, der für die wirtschaftlichen Angelegenheiten der Buddhist Society zuständig war.
1962 wurde er Vizepräsident der Tibet Society und Vizevorsitzender der Royal India, Pakistan and Ceylon Society. Ebenso war er Vizepräsident der World Fellowship of Buddhists (internationale buddhistische Dachorganisation). [1],

## Werke (Auswahl)
- Both sides of the circle, The autobiography of Christmas Humphreys. G. Allen & Unwin, London 1978, ISBN 0-04-921023-8.
- Buddhism, An introduction and guide. Penguin, London 1985, ISBN 0-14-013483-2.
- Buddhismus als Lebensweise. Müller, Rüschlikon et al. 1975, ISBN 3-275-00601-0.
- Karma und Wiedergeburt, Die Schicksalstufen des Menschen als Weg zu seiner Vollendung und Vollkommenheit. Barth, München 1991, ISBN 3-502-65306-2.
- Zen Buddhismus. Barth, München 1951.